# Eduard Wiesmann
Eduard Wiesmann (* 1932; † 26. Februar 2003)   war ein deutscher Kommunalpolitiker. Er war von Mai 1984 bis April 2002 Bürgermeister von Traunreut.

## Werdegang
Wiesmann war Studiendirektor an der Staatlichen Fachoberschule in Traunstein und unterrichtete Deutsch, Geschichte, Sozialkunde und Ethik. Bei der Kommunalwahl im Frühjahr 1984 wurde er als Kandidat der Unabhängigen Wählerschaft zum Bürgermeister von Traunreut gewählt. Wiesmann setzte sich zusammen mit dem französischen Bürgermeister  Edmond Desouches für eine Städtepartnerschaft zwischen der französischen Gemeinde Lucé im Département Eure-et-Loir und Traunreut ein, die am 16. Juli 1988 besiegelt wurde. Zwei Mal, 1990 und 1996, wurde er im Amt bestätigt. Während seiner Amtszeit wuchs die Zahl der Einwohner erheblich. Mit dem Bau der Traunpassage begann sich die Stadt von einer reinen Industriestadt zu einer Einkaufsstadt zu wandeln. Zur Bürgermeisterwahl 2002 trat er nicht mehr an. Wiesmann starb am 26. Februar 2003 an einem Lungenemphysem.

## Ehrenamtliche Arbeit
Wiesmann war von 1968 bis 1982 Vorsitzender des Pfarrgemeinderats St. Georgen.